# Frank McNulty
Frank McNulty (* 31. August 1923) war ein US-amerikanischer Musiker (Piano, Keyboard, Komposition), der hauptsächlich als Musikproduzent und Songwriter hervorgetreten ist. McNultys Karriere umfasst 55 Jahre beim Sender ABC-TV in Chicago, darunter eine lange Zeit als musikalischer Leiter für Die Oprah Winfrey Show. Neben seinen Aktivitäten in den Studios erhielt er eine Goldene Schallplatte für „Bye Bye Baby Goodbye“.

## Leben und Wirken
McNulty, der aus Park Rapids, Minnesota, stammte, lernte mit sieben Jahren Gitarre; mit einem Jugendfreund sang er Duette. Schließlich traten sie in einer Hörfunksendung namens Major Bo’s Original Amateur Hour auf. Zwei Jahre später hörte ihn seine Mutter „Twelfth Street Rag“ auf dem Klavier eines Nachbarn spielen. Während der Großen Depression sparten sie und kauften für ihn ein Klavier von Baldwin. Bald darauf begann er zu komponieren; früheste Einflüsse waren George Gershwin, Cole Porter und Irving Berlin; seine Favoriten als Pianisten waren Rachmaninoff, Artur Rubinstein und Ernesto Lecuona. Sein erstes Stück schrieb er mit 13 Jahren im Jahr 1936; es hieß „Dream Fantasy“ und bestand aus drei Sätzen.

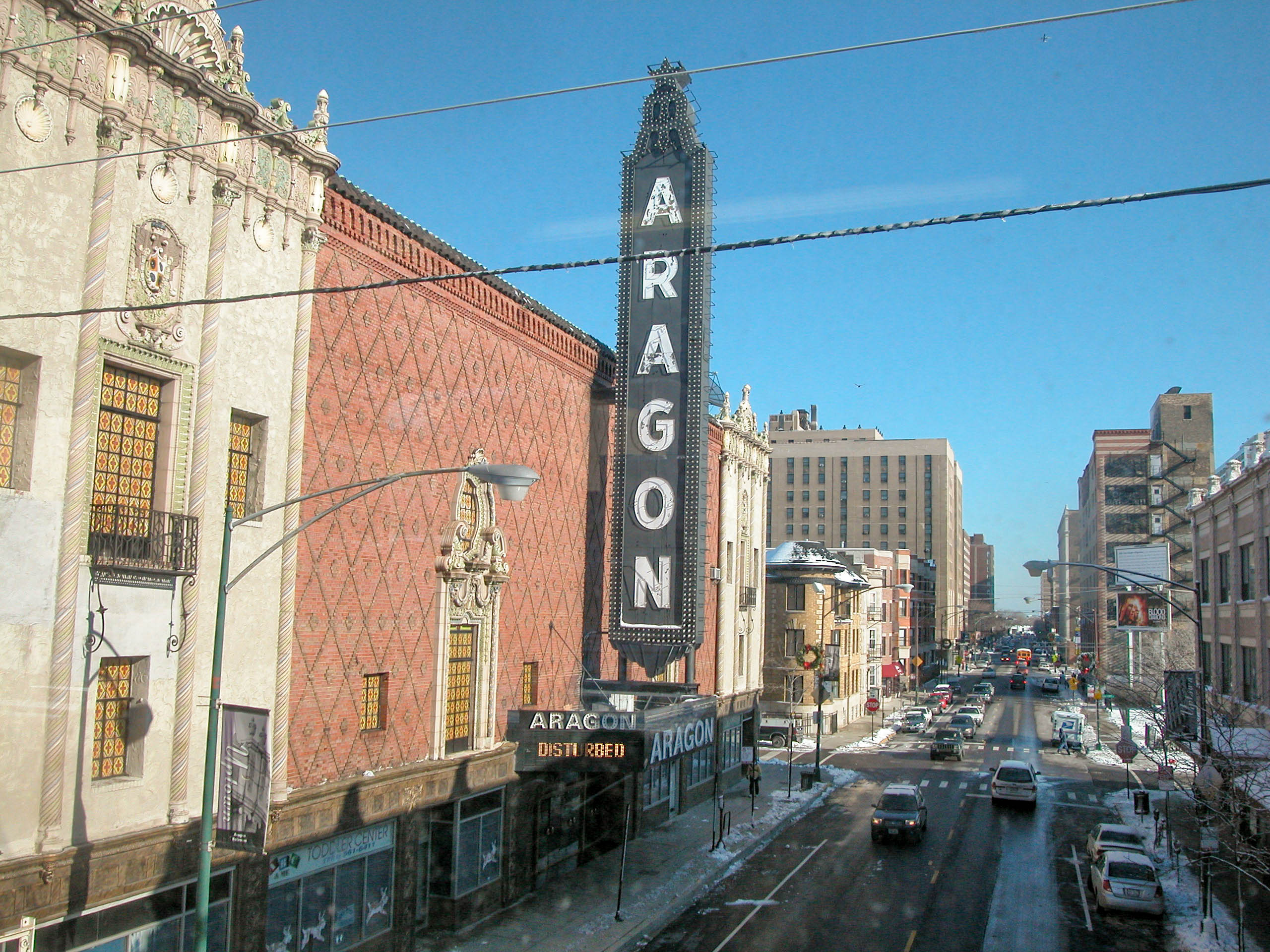
Aragon Ballroom in der Lawrence Avenue, Chicago

Ab 1944 begann McNulty für NBC Blue Network (der späteren ABC) zu arbeiten. Mit 22 Jahren wurde er Band Remote Manager für das Blue Network. Damals waren Bigbands sehr populär; daher organisierte er Auftritte der Swingbands von Tommy Dorsey, Harry James und Benny Goodman für Hörfunksendungen aus dem Chez Paree in Chicago, dem Edgewater Beach Hotel, dem Pump Room, dem Aragon Ballroom und dem Empire Room im Palmer House. Er buchte Künstler wie Liberace, Tony Bennett, Dean Martin und Dinah Shore.
Bedeutend in McNultys musikalischen Karriere war der Erfolg des Songs „Bye Bye Baby Goodbye“, den er 1959 geschrieben hatte. Es ebnete den Weg für weitere Hits, darunter „Gonna Leave Tomorrow“, „Moonlit Night“ und „To Be with You“. Weiterhin schrieb er mit Bert Pollack „Forget You Never“, „Glad Glad Glad“, „Painted Lips“ und „I'm Not Alone“, außerdem „Love You Betty“. McNultys „Bye Bye Baby Goodbye“ wurde erstmals von Sonny Williams in Nashville mit Chet Atkins und Floyd Cramer aufgenommen. Das Lied war ein Hit in den nationalen Billboard-Charts. Der Song wurde auch von Teresa Brewer aufgenommen und hatte in den US-Charts Erfolg. Horst Jankowski und die Hansen Boys coverten „Bye Bye Baby Goodbye“ mit deutschem Text von Carl Ulrich Blecher als B-Seite von „So wie ich eben bin“.
In den 1960er-Jahren war McNulty musikalischer Leiter sowie Musik- und Talentkoordinator für die erste Country-Musik-Show im TV. Sie hieß American Swingaround und war ein Erfolg, der mehrere Jahre lang anhielt. In dieser Zeit arbeitete er mit Johnny Cash, Dolly Parton und Merle Haggard. 20 Jahre später wurde er musikalischer Leiter der Oprah Winfrey Show, als die Produktion bei WLS-TV in Chicago stattfand. Neben seinem Job bei ABC schrieb und produzierte McNulty in seinem Kellerstudio Material für Werbespots und Musicals. Seine erste abendfüllende Bühnenproduktion war Jody Boy. Während dieser Zeit schrieb er auch die Musik für das Musical The Flight Brothers, das an der East Carolina University Premiere hatte. Es wurde schließlich für den Public Broadcasting Service produziert. 1999 ging er im Alter von 76 Jahren bei ABC in den Ruhestand. 2017 erschien die Dokumentation Perfectly Frank" – A Musical Documentary. 